# Middlebury College
Das Middlebury College ist ein privates Liberal-Arts-College in der Gemeinde Middlebury in Vermont. Es ist eine der ältesten akademischen Institutionen der Vereinigten Staaten.

## Geschichte
Ursprünglich 1797 als Addison County Grammar School gegründet, wurde es am 1. November 1800 zum College ernannt.
Am Middlebury College machte Alexander Twilight, als erster Amerikaner afrikanischer Abstammung überhaupt an einem US-amerikanischen College bzw. Universität, seinen Abschluss. 1883 wurden erstmals weibliche Studenten zugelassen, womit das Middlebury College eines der ersten Liberal-Arts-Colleges in Neuengland mit Koedukation war.
2005 ging Middlebury eine Verbindung mit dem Monterey Institute of International Studies in Kalifornien ein. Das Hochschulranking des U.S. News & World Report kürte Middlebury zum viertbesten Liberal-Arts-College der USA. Im Januar 2007 machte das College Schlagzeilen, als die Geschichtsfakultät beschloss, das Online-Lexikon Wikipedia als Quellenangabe bei der Erstellung wissenschaftlicher Arbeiten zu verbieten, nachdem sich mehrere Studenten nach schlechter Bewertung ihrer Prüfungsarbeit auf die Herkunft einer falschen Aussage aus einem Wikipedia-Artikel berufen hatten.

## Gegenwart

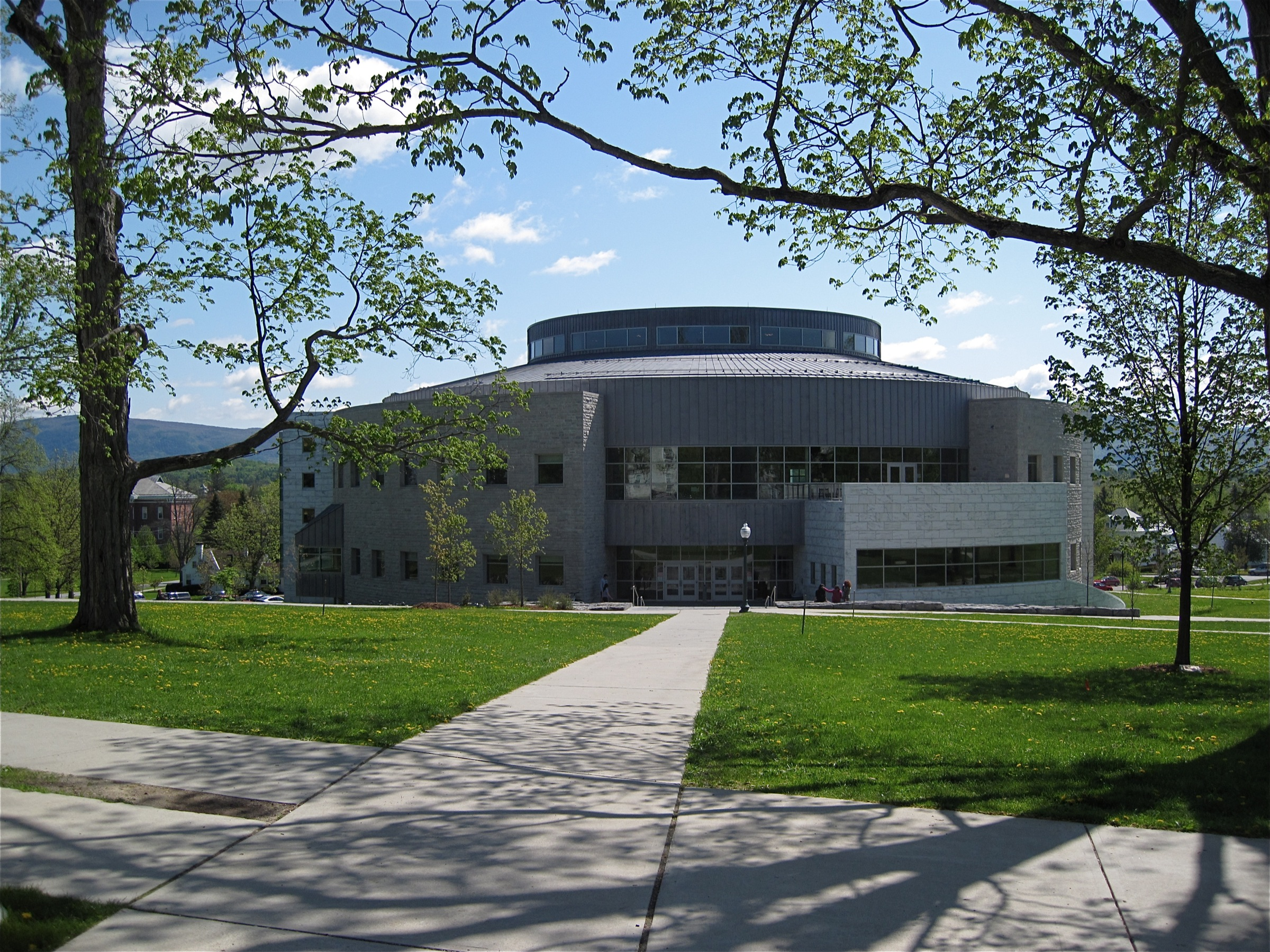
2004 eröffnetes Bibliotheksgebäude des Middlebury College (2009)

Das Middlebury College ist bekannt für seine sehr anspruchsvollen Studiengänge in Fremdsprachen und Naturwissenschaften. Mit einer Aufnahmequote von 16 % gehört es zu den selektivsten Liberal-Arts-Colleges der USA und wird, in Anlehnung an die „Ivy League“, zu den sogenannten „Kleinen Ivies“ gerechnet.
Im Herbst 2021 waren 2.937 Studenten eingeschrieben. Davon waren 2.858 (97 %) Undergraduates. Von diesen waren 54 % weiblich und 46 % männlich; 7 % bezeichneten sich als asiatisch, 5 % als schwarz/afroamerikanisch, 10 % als Hispanic/Latino, 59 % als weiß und weitere 12 % kamen aus dem Ausland. Dazu kamen 79 (3 %) Graduates.
Es lehrten 376 Dozenten an der Universität, davon 332 in Vollzeit und 44 in Teilzeit. Die Universität zählt über 58.000 ehemalige Studenten (Alumni).
Der Wert des Stiftungsvermögens der Universität lag 2021 bei 1,511 Mrd. US-Dollar.
Die Sportteams nennen sich die Panthers. Das Eishockeyteam nimmt an der US-amerikanischen Collegemeisterschaft teil.

## Persönlichkeiten

### Dozenten
- Charles Baker Adams (1814–1853), Naturforscher
- Robert Frost (1874–1963), Dichter
- Bill McKibben (* 1960), Umweltaktivist
- Oskar Seidlin (1911–1984), Germanist
- David Stoll (* 1952), Anthropologe
- Walter Johannes Schröder (1910–1984), Germanist (Gastdozent 1965)
- Martin Walser (1927–2023), Schriftsteller (Gastdozent 1973)
- Klaus Modick (* 1951), Schriftsteller (Gastdozent 1994–2005)

### Absolventen
- Julia Alvarez (* 1950), Autorin
- Eli P. Ashmun (1770–1819), Politiker
- Ann Battelle (* 1968), Freestyle-Skierin
- Bob Beattie (1933–2018), Alpinskitrainer und Sportkommentator
- Anna Belknap (* 1972), Schauspielerin
- Hedda Berntsen (* 1976), Sportlerin
- Vanessa Branch (* 1973), Schauspielerin und Fotomodell
- Elbert S. Brigham (1877–1962), Politiker
- Ron Brown (1941–1996), 30. US-Handelsminister
- Titus Brown (1786–1849), Politiker
- T Cooper (* 1972), Schriftsteller
- James Cromwell (* 1940), Schauspieler
- Jim Douglas (* 1951), 80. Gouverneur des Bundesstaates Vermont
- Warren Frost (1925–2017), Schauspieler und Theaterregisseur
- Robert Gober (* 1954), Künstler
- Lado Gurgenidse (* 1970), georgischer Bankier und Politiker
- Steven Hauschka (* 1985), Footballspieler
- Charles James (1922–2006), Anwalt und Diplomat
- Lyman Enos Knapp (1837–1904), Politiker
- Emily McLaughlin (1928–1991), Schauspielerin
- Jeff Lindsay (* 1952), Autor
- Charles S. Moffett (1945–2015), Kunsthistoriker
- Samuel Nelson (1792–1873), Richter von 1845 bis 1872 am Obersten Gerichtshof der Vereinigten Staaten
- Theo Padnos (* 1968), Journalist
- Amanda Peterson (1971–2015), Schauspielerin
- Amanda Plummer (* 1957), Schauspielerin
- Dana Reeve (1961–2006), Schauspielerin und Sängerin
- Avital Ronell (* 1952), israelische Germanistin
- Shawn Ryan (* 1966), Fernsehproduzent und Drehbuchautor
- James Tufts (1829–1886), Politiker
- Jake Weber (* 1964), Schauspieler
- Silas Wright (1795–1847), von 1845 bis 1847 Gouverneur des Bundesstaates New York